# لو شوارتز
لو شوارتز (بالإنجليزية: Lew Schwartz)‏ مواليد 24 يوليو 1926 في نيو بدفورد - الوفاة 18 يونيو 2011، كان فنان قصص مصورة وصانع أفلام ودعايات أمريكي. يعتبر كاتب خفي لبوب كين لقصص شخصية باتمان المملوكة لدي سي كومكس من 1946 إلى 1953. شارك في صنع شخصية ديدشوت مع ديفيد فيرن ريد. فاز بجائزة إنكبوت سنة 2002، وفاز بجائزة إيمي.

## روابط خارجية
- لو شوارتز على موقع IMDb (الإنجليزية)
- لو شوارتز على موقع قاعدة بيانات الفيلم (الإنجليزية)